# The Wonder Stuff
The Wonder Stuff est un groupe de rock anglais formé en 1986 à Stourbridge, West Midlands, dans le Black Country, en Angleterre. Il fut un temps associé à la scène grebo.
Le line-up original est issu d'une collaboration avec Pop Will Eat Itself, appelée From Eden.
Leurs singles les mieux classés dans les charts britanniques sont The Size of a Cow en 1991 (n°5), et Dizzy avec Vic Reeves (n°1) la même année.